# مانويل مارتينيز مالدونادو
مانويل مارتينيز مالدونادو (بالإنجليزية: Manuel Martínez Maldonado)‏ هو طبيب أمريكي، ولد في 1937 في Yauco, Puerto Rico ‏ في الولايات المتحدة.